# Злочевський Юрій Михайлович
Юрій Михайлович Злоче́вський (4 вересня 1922, Звенигородка — 21 жовтня 1988, Одеса) — український радянський графік і педагог; член Спілки радянських художників України з 1970 року.

## Біографія
Народився 4 вересня 1922 року в селі Звенигородці (нині місто Черкаської області, Україна). Брав участь у німецько-радянській війні. Член ВКП(б) з 1946 року. Протягом 1956—1962 років навчався у Московському поліграфічному інституті у Андрія Гончарова, Гліба Горощенка. Дипломна робота — наочні посібники (діаграми) (керівник Аскольд Лепятський).
У 1962 - 1970 роках  викладав на художньо-графічному факультеті   Одеського державного педагогічного інститутіу імені К. Д. Ушинського. 
З 1970 року перебував на творчій роботі.
Мешкав в Одесі в будинку № 52  по вулиці Пушкінській. 
Помер в Одесі 21 жовтня 1988 року.

## Творчість
Працював у галузі станкової графіки. Виконував акварельні пейзажі, натюрморти, портрети. Серед робіт:
- «Будинок колгоспника» (етюд, 1960);
- «У доках судноремонтного заводу» (1965);
- «Вилковського вулиця» (1965);
- «Всі прапори в гості будуть до нас!» (плакат, 1965);
- «Кам'янець-Подільська фортеця» (1968);
- «Весна в Одесі» (1969);
- «Стара фортеця» (1969);
- «Одеське подвір'я» (1969);
- «Кишлак» (1969);
- «Біля музею» (1970);
- «Лісова застава» (1970);
- «Срібло на воді» (1971);
- «У доці судноремонтного заводу» (1971);
- «Туманний полудень» (1972, Хмельницький обласний художній музей)[3];
- «Портові будні» (1972);
- «Чаювання» (1973);
- «Дорога в Радонеж» (1973);
- «Вежі Борисоглєбська» (1973);
- «Нові цілі. Завод» (1974);
- «Одеський порт» (1974);
- «Портрет Героя Соціалістичної Праці Миколи Семенця» (1974);
- «Мала земля» (1975);
- «Аджимупшайський натюрморт» (1975);
- «Пейзаж Одеси» (1987);
- «Одеса. Парк Тараса Шевченка» (1987);

серії
- «Одеса» (1965—1968);
- «Дністер» (1968);
- «Ленінград» (1971—1972);
- «Бухара» (офорт, сепія, 1973—1974);
- «По Керчі» (1974);
- «Ленінград» (1982—1983);
- «Середня Азія» (1984);
- «Сполохи» (1984);
- «З одеських катакомб» (1984);
- «Донбас» (1985);
- «Іллічівський порт» (1985—1986).

Брав участь у виставках з 1960 року. Його роботи експонувалися на зарубіжних виставках в Александрії у 1965 році, Сегеді у 1969 році, Варні у 1970 і 1971 роках, Марселі у 1974 році. Персональні виставки відбулися у 1974 році в Одесі та Києві.
Крім згаданого музею, роботи художника зберігаються в Одеському та Херсонському художніх музеях.